# Dinophasma
Dinophasma is een geslacht van wandelende takken uit de familie Aschiphasmatidae. De wetenschappelijke naam van dit geslacht is voor het eerst voorgesteld door Boris Petrovitsj Oevarov in een publicatie uit 1940.

## Soorten
Het geslacht Dinophasma omvat de volgende soorten:
- Dinophasma braggi (Zompro, 2004)
- Dinophasma guttigerum (Westwood, 1859)
- Dinophasma kinabaluense Bragg, 2001
- Dinophasma maalon Gottardo, 2007[1]
- Dinophasma mjobergi Bragg, 2001
- Dinophasma nathani Bragg, 2001
- Dinophasma ruficornis (Redtenbacher, 1906)
- Dinophasma saginatum (Redtenbacher, 1906)
- Dinophasma steveni Seow-Choen, 2017
- Dinophasma viridis Bragg, 2005